# Ford Vendôme
 (décembre 2021).
Si vous disposez d'ouvrages ou d'articles de référence ou si vous connaissez des sites web de qualité traitant du thème abordé ici, merci de compléter l'article en donnant les références utiles à sa vérifiabilité et en les liant à la section « Notes et références ».
Pour les articles homonymes, voir Vendôme (homonymie).
La Ford Vendôme est une voiture qui a été fabriquée par Ford France à Poissy de 1953 à 1954.

## Lancement
Présenté en octobre au Mondial de l'automobile 1953 à Paris, la Vendôme aurait sans aucun doute été la vedette du stand Ford sans la décision du constructeur de faire venir de Détroit un prototype futuriste et accrocheur appelé X-100, qui semble avoir été efficace pour voler le spectacle.
Bien qu'elle partage la carrosserie moderne de la Vedette, la Vendôme présente un traitement avant plus élaboré impliquant une plus grande quantité de chrome. À l'intérieur, les banquettes étaient recouvertes de matériaux de deux couleurs contrastées et la banquette arrière (mais pas la banquette avant) comportait un épais accoudoir central pliable. Ceci, ainsi que des différences dans les détails sur le tableau de bord, différenciaient la Vendôme. Un trait distinctif, surtout à l'époque en France, est une nouveauté qui n'apparaît qu'à la tombée de la nuit, et c'est l'inclusion de feux de recul qui s'allument automatiquement lorsque la marche arrière est sélectionnée.

## Moteur
La Vendôme a utilisé la formule éprouvée consistant à combiner un modèle existant - dans ce cas la Ford Vedette - avec un moteur plus gros afin d'améliorer les performances. L'installation d'un moteur plus gros dans le compartiment moteur existant n'a posé aucun problème, et pour Ford, il y avait peu d'investissements nécessaires, puisque le moteur utilisé était le moteur V8 Flathead à soupapes latérales dont des millions avaient été fabriqués dans le monde et qui, sous la forme « Mistral », alimentait déjà la Ford Crestline de 1953 de Détroit. Sous cette forme, la puissance maximale a été répertoriée à 93 ch (69 kW; 94 PS) ou 37% de plus que les 68 ch (51 kW; 69 PS) de la Vedette. Cela s'est traduit par une vitesse de pointe revendiquée à 148 km/h qui, dans la France des années 1950, n'était guère à court de place pour une grosse et lourde berline six places. L'accélération était également impressionnante, même à bas régime, reflétant un fort couple à bas régime. Cependant, la consommation de carburant n'était pas vraiment alléchante, les conducteurs roulant à moins de 80 km/h  consommaient du carburant à un peu plus de 25,0 litres aux 100 kilomètres.

## Expérience de conduite
La puissance sans effort fournissait un contraste agréable avec les autres voitures disponibles en France, notamment dans les zones montagneuses ou lors des dépassements.
La voiture partageait la suspension avant indépendante intégrant les jambes de force MacPherson de la Vedette sur laquelle cette configuration était apparue pour la première fois. Cependant, le plus gros moteur a entraîné une augmentation de poids de plus de 100 kg, le tout sur les roues avant. La direction était plus dure que la Vedette sur les routes sinueuses, et les freins avant de la Vendôme montraient une certaine tendance à la surchauffe, bien qu'aucun de ces problèmes n'était suffisamment grave, dans le contexte des normes de l'époque, pour être considéré comme dangereux.

## Commercialisation
Au prix, en 1953, de 1 148 500 francs, la Ford Vendôme surpassait les voitures de luxe françaises traditionnelles de cette taille, telles que l'Hotchkiss Anjou 2050 berline six cylindres, bien qu'elle ne soit cotée qu'aux deux tiers du prix. Alors que l'Hotchkiss six cylindres a été retirée de la vente fin 1953 (la version quatre cylindres beaucoup plus lente et moins coûteuse n'a persisté que jusqu'en 1954), environ 3 000 Ford Vendôme ont trouvée preneurs au cours de l'année modèle 1954. Malheureusement pour la Vendôme, 1954 est aussi l'année où Henry Ford II vend son entreprise française à Simca. Simca a persisté et a réussi avec la Vedette et sa successeure, mais opérant dans un pays où les taxes sur les carburants sont élevées, Simca n'a pas été persuadé de persister avec un modèle doté de la plus grande unité V8 gourmande en carburant développée par Ford. La Ford Vendôme est donc désormais rare.